# Systoechus scabrirostris
Systoechus scabrirostris är en tvåvingeart som beskrevs av Mario Bezzi 1921. Systoechus scabrirostris ingår i släktet Systoechus och familjen svävflugor. Inga underarter finns listade i Catalogue of Life.